# Johann Peters (Unternehmer)
Johann Peters (* 19. Mai 1918 in Duisburg-Meiderich; † 20. April 2002 in Weißach am Tegernsee) war ein deutscher Unternehmer.

## Leben
Peters begann 1946 mit einer Idee zur beruflichen Rehabilitation von Kriegsversehrten. Nach Diensten an der Front des Zweiten Weltkrieges kam er 1946 als Verwundeter im Lazarett Mühldorf. Er organisiert eine Werkstatt, in der die Kriegsversehrten Radio- und Elektrogeräte reparierten.
Als Geschäftsführer der örtlichen VdK-Kreisgruppe reparierte Johann Peters zusammen mit anderen Kriegsversehrten Geräte, baute Apparate und schulte einige Kameraden auf Metallberufe um. Die Uni-Nervenklinik Köln-Lindenthal holt sich 1959 Rat über Querschnittgelähmte.
Der Präsident der internationalen Schwerbeschädigtenvereinigung dankte Johann Peters für sein Engagement. 1960 besichtigte Heinrich Lübke das BFZ Peters. Bernhard Jagoda, Präsident der Bundesanstalt für Arbeit in Nürnberg erklärte Peters 1996 anlässlich des 50. Firmenjubiläums zum „Vorbild im Sozialen Deutschland“.
Bis Ende der 1980er-Jahre arbeitet er als geschäftsführender Gesellschafter des Berufsförderungszentrums Peters und baute das Unternehmen auf. Zu Beginn der 1990er Jahre zog er sich aus gesundheitlichen Gründen aus dem Unternehmen zurück. Seine Tochter und sein Sohn traten 1994 in die Geschäftsführung ein und führen sein Lebenswerk weiter.
Johann Peters wurde 1977 mit dem Bundesverdienstkreuz am Bande, 1980 mit dem Bayerischen Verdienstorden, 1983 mit dem Bundesverdienstkreuz Erster Klasse und 1993 mit der Josef-Kriegisch-Ehrenmedaille der SPD ausgezeichnet.
Zum Andenken an den Firmengründer wurde 2003 die Johann Peters gemeinnützige Stiftungsgesellschaft mbH gegründet. Sie ist Träger des Kindergartenzentrums Kitz – ein Kindergarten mit Kinderkrippe – und Veranstalter der J. P. Olympics. Dieses Integrations-Sportfest fand erstmals 2003 im Europäischen Jahr der Menschen mit Behinderungen unter der Schirmherrschaft von Christa Stewens in Waldkraiburg statt.
Die Peters Bildungsgruppe musste 2010 Insolvenz anmelden. Allerdings konnte die Peters Bildungsgruppe durch eine Planinsolvenz in Eigenverwaltung, die durch die Geschäftsführer Hacker und Klier mit Unterstützung einer Dresdner Anwaltskanzlei, die sich auf Insolvenzfälle spezialisiert hat, erfolgreich und in kürzester Zeit durchgeführt wurde, gerettet werden. Die Durchführung dieser Insolvenz gilt als schnellste Deutschlands.
Endurance Capital ist Gesellschafter der Bildungsgruppe, Mehrheitsgesellschafter ist seit dem 1. Juli 2013 die Quin Akademie aus Deggendorf.